# Veliko Orašje
Veliko Orašje (en serbe cyrillique : Велико Орашје) est une localité de Serbie située dans la municipalité de Velika Plana, district de Podunavlje. Au recensement de 2011, elle comptait 2 051 habitants.
Veliko Orašje est officiellement classé parmi les villages de Serbie.

## Démographie

### Évolution historique de la population
| 1948  | 1953  | 1961  | 1971  | 1981  | 1991  | 2002  | 2011  |
| ----- | ----- | ----- | ----- | ----- | ----- | ----- | ----- |
| 2 937 | 3 152 | 3 064 | 2 932 | 2 894 | 2 636 | 2 299 | 2 051 |

|  |